# Теодосија Тирска
Теодосија Тирска је хришћанска мученица с почетка 4. века. 
Док су једном, за време владавине цара Максимијана, у Кесарији Палестинској стајали многи хришћани везани пред преторијом, приступила им је ова девица Теодосија и храбрила их за смрт мученичку. Када су војници чули шта она говори, одвели су и њу пред судију. Разјарен судија је наредио да јој обесе камен о врат и баце у дубину морску. Пострадала је 308. године.
У хришћанском предању се помиње да су је анђели Божји изнели живу на обалу. Када се она опет јавила судији, он је наредио да је посеку. У хришћанској традицији помиње се и да се идуће ноћи јавила света Теодосија својим родитељима, сва у небеском сјају, окружена многим другим спасеним девојкама, и рекла: "Видите ли, колика је слава и благодат Христа мога, које сте ме хтели лишити?" А то је рекла родитељима јер су је они одвраћали од исповедања Христа и мучеништва. 
Српска православна црква слави је 29. маја по црквеном, а 11. јуна по грегоријанском календару.